# Isabelle Nanty
Isabelle Nanty, née le 22 janvier 1962 à Verdun, dans la Meuse, est une actrice, réalisatrice, professeure d'art dramatique et metteuse en scène française.

## Biographie

### Jeunesse et enfance
Isabelle-Marie-Josée Nanty est née le 22 janvier 1962, à Verdun. Son père Claude Nanty (1930-2017) est un bûcheron et marchand de bois français, qui fut maire de sa commune Mussey, fusionnée en 1973 en Val-d'Ornain, et sa mère, Gerd Hansen (1932-2017), est femme au foyer de nationalité norvégienne,. Elle grandit à Mussey, village près de Bar-le-Duc. Elle est la benjamine de la fratrie qu'elle forme avec un frère aîné, Pascal, et une sœur, Astrid,.
Elle a étudié au collège Maurice Barrès de Verdun puis au lycée Saint-Louis de Bar-le-Duc, dans la Meuse.
Handicapée par des troubles de dyslexie et de dyscalculie, elle a de mauvais résultats scolaires. Elle découvre le théâtre à l'âge de seize ans, faisant partie de la Foliole, la petite troupe de Jean-François Schaaff, qui était à l'époque le directeur de son lycée, qui joue La Cantatrice chauve. Puis, elle rate plusieurs fois les concours d’entrée au Conservatoire national supérieur d'art dramatique et à l’école de la rue Blanche. Elle intègre cependant le cours Florent, où elle a notamment comme professeur Rémi Chenylle ; elle estime qu'il « [l]’a révélée ». Francis Huster lui propose ensuite de devenir assistante et lui donne ses premiers rôles au théâtre, par exemple dans Dom Juan, avec Jacques Weber.

### Premiers pas
Elle mène une importante carrière théâtrale comme comédienne et metteure en scène (notamment de one-man-show d'humoristes). Elle est professeure au cours Florent pendant plusieurs années et révèle des comédiens à l'humour très absurde tels que les membres de la troupe des Robins des bois, le duo Philippe Urbain/Eric Massot ou bien Gad Elmaleh. Au cinéma, elle interprète le plus souvent des seconds rôles comme dans L'Autrichienne de Pierre Granier-Deferre sorti en 1990, à l'occasion du bicentenaire de la Révolution française.

### Carrière
Les films dans lesquels elle a joué qui ont eu le plus de succès sont Tatie Danielle, Les Visiteurs, Astérix et Obélix : Mission Cléopâtre, Le Fabuleux Destin d'Amélie Poulain, Les Tuche et Les Profs.
En 2003, elle réalise son premier film pour le cinéma, Le Bison (et sa voisine Dorine), dans lequel elle joue aux côtés de son ancien assistant du cours Florent, Édouard Baer.
En 2013, elle prête sa voix en tant que narratrice dans le spectacle du Soldat rose 2. Cette même année, elle joue également dans le film Les Profs où elle incarne le rôle de Gladys, la professeure d'anglais. Elle joue également dans le film Les Reines du ring le petit rôle de Sandrine Pédrono.
De 2010 à 2017, puis en 2020, elle joue le rôle de Christiane Potin dans la série Fais pas ci, fais pas ça, devenu au fur et à mesure des saisons un personnage central.
En 2015, elle reprend son rôle de Gladys dans Les Profs 2.
En 2016, elle intègre la distribution de la série Munch sur TF1, elle joue le rôle de Gabrielle Munchovski, une avocate.
En 2019, elle intègre la troupe des Enfoirés avec Malik Bentalha, Claudio Capéo et Slimane.
Elle a été nommée à trois reprises aux César.
En 2023, Isabelle Nanty soutient le mouvement contre le projet sur les retraites par un texte s'adressant au chef de l’État pour demander le retrait immédiat du projet, considéré « injuste, inefficace, touchant plus durement les plus précaires et les femmes », en plus d'être rejeté « par l'immense majorité de la population, et même minoritaire à l'Assemblée nationale ».

### Vie privée
Sachant qu'elle ne pourrait pas avoir d'enfant, elle adopte en 2004 une fille, Tallulah, âgée d'un an et demi, née en 2002 et d'origine chinoise,.
Son petit-cousin maternel, le Norvégien Kristofer Hivju, est également acteur (connu pour jouer le rôle de Tormund « Fléau-d'Ogres » dans la série Game of Thrones).

## Filmographie

### Cinéma

#### Longs métrages

##### Années 1980
- 1983 : Les Planqués du régiment de Michel Caputo : Celle qui va danser avec l'homme aux barbelés dans la boîte de nuit
- 1983 : Le Faucon de Paul Boujenah : l'animatrice radio
- 1985 : Rouge Baiser de Véra Belmont : Jeanine
- 1986 : On a volé Charlie Spencer de Francis Huster : la petite blonde
- 1987 : La Passion Béatrice de Bertrand Tavernier : la nourrice
- 1987 : Vent de panique de Bernard Stora : Une fille en boite de nuit
- 1988 : Preuve d'amour de Miguel Courtois : Anne-Marie
- 1989 : Les Deux Fragonard de Philippe Le Guay : Lisette

##### Années 1990
- 1990 : Tatie Danielle d'Étienne Chatiliez : Sandrine Vonnier
- 1990 : L'Autrichienne de Pierre Granier-Deferre : Reine Milliot
- 1992 : La Belle Histoire de Claude Lelouch : Isabelle
- 1992 : Sexes faibles ! de Serge Meynard : Douce Mamirolle
- 1993 : Les Visiteurs de Jean-Marie Poiré : Fabienne Morlot
- 1994 : La Folie douce de Frédéric Jardin : Gloria
- 1994 : Les Amoureux de Catherine Corsini : Maryline
- 1994 : Pourquoi maman est dans mon lit ? de Patrick Malakian : Mademoiselle Bachofner
- 1995 : Le bonheur est dans le pré d'Étienne Chatiliez : une ouvrière
- 1997 : Ça reste entre nous de Martin Lamotte : Martine
- 1998 : Serial Lover de James Huth : Isabelle

##### Années 2000
- 2000 : L'Envol de Steve Suissa : la conseillère artistique
- 2000 : Les Frères Sœur de Frédéric Jardin : Marion
- 2000 : La Bostella d'Édouard Baer : Mathilda, la productrice
- 2001 : Le Fabuleux Destin d'Amélie Poulain de Jean-Pierre Jeunet : Georgette
- 2001 : 17, rue Bleue de Chad Chenouga : Françoise
- 2002 : Astérix et Obélix : Mission Cléopâtre d'Alain Chabat :  Itinéris
- 2002 : Trois zéros de Fabien Onteniente : Sylvie
- 2003 : Toutes les filles sont folles de Pascale Pouzadoux :  Vanille
- 2003 : Le Bison (et sa voisine Dorine) d'Isabelle Nanty : Dorine - également scénariste et réalisatrice
- 2004 : Pas sur la bouche d'Alain Resnais : Arlette Poumaillac
- 2004 : Casablanca Driver de Maurice Barthélemy : Léa
- 2004 : L'Adoption d'Alain-Paul Mallard
- 2004 : J'me sens pas belle de Bernard Jeanjean : Charlotte dite Chonchon (voix)
- 2006 : Essaye-moi de Pierre-François Martin-Laval : la mère de Jacqueline - également scénariste
- 2006 : Désaccord parfait d'Antoine de Caunes : Rageaud
- 2008 : Disco de Fabien Onteniente : la baronne Jaqueline Bouchard de la Mariniere
- 2008 : Agathe Cléry d'Étienne Chatiliez : Joëlle
- 2009 : Incognito d'Éric Lavaine :  Alexandra
- 2009 : King Guillaume, un peu moins conquérant de Pierre-François Martin-Laval : Paméla Gisèle
- 2009 : Trésor de Claude Berri : Brigitte la toiletteuse

##### Années 2010
- 2011 : Les Tuche d'Olivier Baroux : Cathy Tuche
- 2012 : Les Infidèles de Jean Dujardin et Gilles Lellouche : Stéphanie
- 2012 : Cendrillon au Far West de Pascal Hérold : la grande-duchesse (voix)
- 2013 : Les Profs de Pierre-François Martin-Laval : Gladys, la prof d'anglais
- 2013 : Les Reines du ring de Jean-Marc Rudnicki : Sandrine Pédrono
- 2014 : Le Grimoire d'Arkandias de Julien Simonet et Alexandre Castagnetti : Bertha Boucher
- 2014 : Le Mystère des jonquilles de Jean-Pierre Mocky :  Willard
- 2015 : Les Profs 2 de Pierre-François Martin-Laval : Gladys, la prof d'anglais
- 2015 : West Coast de Benjamin Weill : Mère de Copkiller et King Kong
- 2016 : Les Tuche 2 : Le Rêve américain d'Olivier Baroux : Cathy Tuche
- 2017 : Mon poussin de Frédéric Forestier : Mère de Vincent
- 2018 : Les Tuche 3 d'Olivier Baroux : Cathy Tuche
- 2018 : Alad'2 de Lionel Steketee : l'opératrice téléphonique
- 2019 : Fahim de Pierre-François Martin-Laval : Mathilde

##### Années 2020
- 2020 : Été 85 de François Ozon : Madame Robin
- 2020 : Miss de Ruben Alves : Yolande
- 2021 : Les Tuche 4 d'Olivier Baroux : Cathy Tuche et Maguy Marteau
- 2021 : Adieu Paris d'Édouard Baer : Isabelle
- 2022 : Big Bug de Jean-Pierre Jeunet : Françoise
- 2022 : Alors on danse de Michèle Laroque : Danie
- 2023 : Les Vengeances de Maître Poutifard de Pierre-François Martin-Laval : Huguette Poutifard
- 2023 : Je ne suis pas un héros de Rudy Milstein : la mère de Louis
- 2024 : On fait quoi maintenant ? de Lucien Jean-Baptiste : Véronique
- 2024 : Quatre Zéros de Fabien Onteniente : Sylvie Colonna
- 2025 : Les Tuche : God Save the Tuche de Jean-Paul Rouve : Cathy Tuche
- 2025 : Doux Jésus de Frédéric Quiring : Mère Henriette

#### Courts métrages
- 1993 : Départ en vacances de Daniel Delume :  Maman
- 1997 : Qui va Pino va sano de Fabrice Roger-Lacan : Anne-France, l'assistante
- 1998 : Moi, j'ai pas la télé de Pauline Baer :  la mère
- 1999 : L'Origine de la tendresse d'Alain-Paul Mallard
- 2002 : Au suivant ! de Jeanne Biras : Jo
- 2002 : À l'abri des regards indiscrets de Ruben Alves et Hugo Gélin : la mère riche
- 2002 : Édouard est marrant de Riton Liebman : elle-même
- 2018 : Dessine-moi un alien de Cyprien : la mère de Gaëtan
- 2023 : Coléoptère de Martin Gouzou :  la mère de Grégoire

### Télévision

#### Téléfilms
- 1986 : Un moment d'inattention de Liliane de Kermadec : Claudine
- 1996 : La Femme de la forêt d'Arnaud Sélignac : Valentine
- 1996 : Le Secret d'Iris d'Élisabeth Rappeneau : Évelyne
- 1996 : Chassés-croisés de Denys Granier-Deferre : Antoinette
- 2014 : Couleur locale de Coline Serreau : Marianne Riblon
- 2020 : Fais pas ci, fais pas ça : Y aura-t-il Noël à Noël ? de Michel Leclerc : Christiane Potin
- 2021 : Le Grand Restaurant : Réouverture après travaux de Romuald Boulanger
- 2022 : Tous Inconnus  de Nicolas Hourès :  Elle-même
- 2024 : Fais pas ci, fais pas ça : On va marcher sur la Lune d'Alexandre Castagnetti : Christiane Potin
- 2024 : Panique au 31 de Gaël Leforestier : La banquière

#### Séries télévisées
- 1986 : Les Aventuriers du Nouveau-Monde d'Allan Kroeker, Pierre Lary et Victor Vicas : Bernadette
- 1993 : L'Instit de Jacques Ertaud : Christiane (saison 1, épisode 3 : Concerto pour Guillaume)
- 1997 : L'Agence Lambert, série de courts métrages d'Étienne Labroue
- 2010 : Contes et nouvelles du XIXe siècle : On purge bébé de Gérard Jourd'hui : Julie Follavoine
- 2010-2017 : Fais pas ci, fais pas ça :  Christiane Potin
- 2013 : Le Bureau des affaires sexistes : la juge
- 2013 : Scènes de ménages
- 2013 : Soda : Marie-Amélie Drancourt, la mère de Ludovic Drancourt
- 2014 : Résistance de Miguel Courtois : Paulette
- 2015 : Peplum de Philippe Lefebvre : Forta
- 2015 : Soda, le rêve américain de Nath Dumont : Marie-Amélie Drancourt, la mère de Ludovic Drancourt
- 2016 - 2021 : Munch de Gabriel Julien-Laferrière : Gabrielle Munchovski
- 2023 : Pamela Rose, la série de Ludovic Colbeau-Justin : Présidente des USA
- 2026 : Marie-Line, incognito d'Arnauld Mercadier : Marie-Line Maupain

### Émissions
- 1983-1984 : Vitamine, émission de jeunesse sur TF1
- 2020 : Le Grand Oral sur France 2 : jurée[12]

## Théâtre

### En tant que comédienne
- 1984 : Le Sablier de et mise en scène Nina Companeez, théâtre Antoine
- 1987 : Richard de Gloucester de William Shakespeare, mise en scène Francis Huster, théâtre Renaud-Barrault
- 1987 : Dom Juan de Molière, mise en scène Francis Huster, théâtre Renaud-Barrault
- 1988 : La Vie singulière d'Albert Nobbs de Simone Benmussa
- 1992 : Saloperies de merde de Michaël Cohen, mise en scène de l'auteur, théâtre Trévise
- 1993 : La Mouette de Tchekhov, mise en scène Isabelle Nanty, Théâtre national de Nice
- 1994-1995 : Le Tartuffe de Molière, mise en scène Jacques Weber, théâtre Antoine puis Théâtre national de Nice et théâtre des Célestins
- 1996 : Robin des Bois, d'à peu près Alexandre Dumas de Pierre-François Martin-Laval et Marina Foïs
- 1997 : Le Goût de la hiérarchie d'Édouard Baer, mise en scène de l'auteur, théâtre Galabru
- 1997 : Les loutres ne jouent pas du ukulélé, mise en scène Pierre-François Martin-Laval
- 1998 : Du désavantage du vent création collective, mise en scène Éric Ruf, CDN Bretagne, théâtre de Lorient
- 2008-2009 : Les Deux Canards de Tristan Bernard et Alfred Athis, mise en scène Alain Sachs, théâtre Antoine
- 2012 : Colors de Esteban Perroy et Franck Porquiet, théâtre du Gymnase Marie-Bell

### En tant que metteuse en scène
- 1993 : La Mouette d'Anton Tchekhov, Théâtre national de Nice
- 1994 : Journal de Vaslav Nijinski d'après Vaslav Nijinski, Théâtre national de Nice puis Festival d'Avignon, théâtre de l'Athénée et auditorium de l'Opéra Bastille
- 1994 : Coup de soleil, spectacle musical
- 1997 : Décalages, premier one-man-show de Gad Elmaleh
- 2001 : La Vie normale de Gad Elmaleh
- 2001 : Cravate Club de Fabrice Roger-Lacan, théâtre de la Gaîté-Montparnasse
- 2005 : Aujourd'hui, c'est Ferrier, premier one-man-show de Julie Ferrier, Palais des glaces puis L'Européen et Casino de Paris
- 2005 : L'Autre c'est moi, one man show de Gad Elmaleh
- 2006 : Arthur en vrai, premier one-man-show d'Arthur, Cirque d'Hiver
- 2007 : Irrésistible de Fabrice Roger-Lacan, théâtre Hébertot
- 2011 : Quelqu'un comme vous de Fabrice Roger-Lacan, théâtre du Rond-Point puis théâtre Marigny
- 2012 : Garçon manqué d'Andy Cocq, studio Marie-Bell
- 2013 : 52e Gala de l'Union des artistes, Cirque d'Hiver
- 2014 : Sur le fil de Virginie Hocq
- 2016 : Je vous écoute de Bénabar, Théâtre Tristan Bernard
- 2017 : L'Hôtel du Libre Echange de Feydeau, Comédie Française
- 2019 : Les élucubrations d'un homme soudain frappé par la grâce d'Édouard Baer, co-mis en scène avec Édouard Baer, théâtre Antoine

## Doublage

### Cinéma
- 2012 : Cendrillon au Far West, de Pascal Hérold : La Grande Duchesse

### Télévision
- 2020 : La Folle Aventure de Louis de Funès (voix-off)

## Box-office
Isabelle Nanty est apparue dans de nombreuses comédies à succès (dans lesquelles elle interprète le plus souvent des rôles secondaires).
| Classement | Film                                  | Réalisateur | Année | Nb d'entrées France |
| ---------- | ------------------------------------- | --- | ----- | ------------------- |
| 1          | Astérix et Obélix : Mission Cléopâtre | Alain Chabat | 2002  | 14 559 509          |
| 2          | Les Visiteurs                         | Jean-Marie Poiré | 1993  | 13 782 991          |
| 3          | Le Fabuleux Destin d'Amélie Poulain   | Jean-Pierre Jeunet | 2001  | 8 636 041           |
| 4          | Les Tuche 3                           | Olivier Baroux | 2018  | 5 687 200           |
| 5          | Le bonheur est dans le pré            | Étienne Chatiliez | 1995  | 4 931 927           |
| 6          | Les Tuche 2 : Le Rêve américain       | Olivier Baroux | 2016  | 4 600 360           |
| 7          | Les Profs                             | Pierre-François Martin-Laval                                                                                             | 2013  | 3 957 176           |
| 8          | Les Profs 2                           | Pierre-François Martin-Laval                                                                                             | 2015  | 3 460 699           |
| 9          | Disco                                 | Fabien Onteniente | 2008  | 2 435 015           |
| 10         | Les Infidèles                         | Emmanuelle Bercot, Fred Cavayé, Alexandre Courtès, Jean Dujardin, Michel Hazanavicius, Éric Lartigau et Gilles Lellouche | 2012  | 2 301 045           |
| 11         | Tatie Danielle                        | Étienne Chatiliez | 1990  | 2 151 453           |
| 12         | Les Tuche                             | Olivier Baroux | 2011  | 1 534 651           |
| 13         | Trois zéros                           | Fabien Onteniente | 2002  | 1 271 238           |
| 14         | Agathe Cléry                          | Étienne Chatiliez | 2008  | 1 252 822           |

## Distinctions

### Décorations
- Officier de l'ordre national du Mérite Elle est nommée chevalier le 14 novembre 2006[13] pour récompenser ses 23 ans d'activités artistiques. Elle est promue officière le 2 mai 2017[14].
- Officier de l'ordre des Arts et des Lettres Elle est promue au grade d’officier par l’arrêté du 13 février 2015[15].

### Nominations
- César 1991 : Meilleur espoir féminin pour Tatie Danielle
- César 2002 : Meilleure actrice dans un second rôle pour Le Fabuleux Destin d'Amélie Poulain
- César 2004 : Meilleure actrice dans un second rôle pour Pas sur la bouche